# Henry Danger: The Movie
Henry Danger: The Movie (bra: Henry Danger: O Filme) é um filme de televisão de super-herói e comédia norte-americano, baseado na série de televisão da Nickelodeon Henry Danger. O filme é dirigido por Joe Menendez e escrito por Jake Farrow e Christopher J. Nowak. Jace Norman reprisa seu papel como o protagonista da série, Henry Hart, acompanhado por outros membros do elenco Sean Ryan Fox, Ella Anderson, Michael D. Cohen e Frankie Grande, com Glee Dango e Andre Tricoteux se juntando ao elenco.  O filme conta ainda com a aparição especial de Cooper Barnes, interpretando o Capitão Man.
Henry Danger: The Movie foi lançado na Nickelodeon e Paramount+ em 17 de janeiro de 2025 nos Estados Unidos.

## Enredo
Em Swellview, cientistas da Evil Science Corp fabricam com sucesso um dispositivo chamado Dispositivo de Alteração da Realidade (R.A.D.). Durante seu transporte para um cofre seguro, os guardas não percebem um brinquedo Kid Danger estrategicamente colocado em uma janela próxima. Momentos depois de garantir o R.A.D., uma infiltrada disfarçada de Kid Danger - Missy Martin, uma fã devota de Kid Danger - rouba o dispositivo. Perseguida por vários guardas, Missy habilmente foge e os incapacita, escapando com o R.A.D. De volta à sua casa, adornada com memorabilia do super-herói, ela se prepara para usar o R.A.D. para trazer Kid Danger de volta à vida. Sem que ela soubesse, Henry Hart, o verdadeiro Kid Danger, fingiu sua morte e se mudou para Dystopia para combater o crime ao lado de Jasper Dunlop, que aprimorou habilidades únicas, como lutar durante o sono e falar espanhol.
Enquanto isso, em Distopia, Jasper garante ao detetive Jones que Henry chegará em breve, tentando flertar com ela antes que Piper Hart e Schwoz Schwartz interrompam. Eles estão visitando para apoiar Henry após a partida de Charlotte Page para Harvard. Envergonhado por suas tentativas de ajudar suas perspectivas românticas, Jasper os avisa de um ataque iminente do supervilão Blackout, que busca roubar plutônio de um caminhão para destruir o núcleo nuclear de Distopia. Quando a cidade está mergulhada na escuridão, Henry abandona um evento público para intervir. Schwoz invade a vigilância para localizar o caminhão, enquanto Jasper, usando sua technoband, luta contra Blackout em um beco. Henry se junta à briga, contra-atacando os ataques de Blackout e, finalmente, derrotando-o em uma exibição pública, para o deleite de seus fãs. No entanto, uma disputa com Jasper sobre reconhecimento e fama leva a uma discussão acalorada, terminando sua amizade.
De volta ao seu prédio, Henry descobre que Blackout desfigurou seus pôsteres com raiva. Simultaneamente, Missy ativa o R.A.D., dando vida à sua fanfiction, The Adventures of Kid Danger & Superfan. Ela transporta Henry para seu quarto, onde ele se encontra vestindo um traje atualizado de Kid Danger. Oprimido, Henry questiona os motivos de Missy. Ela confessa seu desejo de trazê-lo de volta para combater o crescente crime em Newtown, inspirada por um incidente traumático de assalto. Henry, no entanto, admite que fingiu sua morte para começar de novo em Distopia, deixando Missy chocada e emocionada. Apesar dos apelos de Missy para se unirem como vigilantes, Henry recusa, insistindo em retornar à Distopia.
Enquanto eles debatem, um vilão fictício, o treinador Cregg, das histórias de Missy, aparece e ataca uma mulher. Henry relutantemente intervém, mas é dominado, percebendo que a fanfiction de Missy alterou suas habilidades. Missy o salva usando o R.A.D., mas seus problemas aumentam quando Vampiper, outra das criações de Missy, chega, com a intenção de obter o dispositivo. Uma fuga por pouco leva Henry e Missy a outra realidade, desta vez uma boate com tema dos anos 80, onde eles encontram versões alternativas de Frankini, Piper e Jasper (que opera como Capitão Stache). Henry descobre que o R.A.D. os trancou no "modo história", forçando-os a viajar pelas realidades de fanfiction de Missy para escapar.
Em um cenário apocalíptico, Henry e Missy encontram uma variante sobrevivente de Jasper que os ajuda a afastar os policiais canadenses. Juntos, eles usam táticas inteligentes para derrotar os atacantes, aprofundando ainda mais o apreço de Henry por sua amizade no mundo real com Jasper. O grupo então procura a ajuda de Schwoz Pós-Apocalíptico, que explica que eles precisam do cristal que agora está na posse de Vampiper, para restaurar sua realidade original. Embora inicialmente se culpe pelo caos, Missy encontra encorajamento no apoio de Henry, levando-a a continuar a luta. Determinada, a equipe se prepara para enfrentar Vampiper em Newtown.
De volta a Newtown, Vampiper capturou a irmã de Missy, Gemma, como refém. Apesar dos contratempos, incluindo o apito do treinador Cregg incapacitando a equipe, Henry e Missy lançam uma ousada missão de resgate. Dentro da casa, Henry luta contra Vampiper, enquanto Missy heroicamente se sacrifica para garantir o cristal, pedindo a Henry que complete sua missão. Embora Vampiper convoque reforços como Fangkini, Henry consegue passar o cristal para Schwoz Pós-Apocalíptico, que se prepara para restaurar a realidade.
O confronto final mostra Henry, Jasper e Schwoz lutando contra Vampiper e seus asseclas. Apesar das probabilidades esmagadoras, o Schwoz Pós-Apocalíptico insere com sucesso o cristal no R.A.D., revertendo o caos e restaurando a ordem. Missy e Henry se reconciliam, com Henry reconhecendo sua bravura e crescimento. À medida que as realidades voltam ao lugar, Henry retorna a Dystopia com uma apreciação renovada por seus amigos, enquanto Missy promete continuar fazendo a diferença em Newtown, inspirada por sua breve parceria com Kid Danger.
Reconciliando-se com Jasper, Henry ouve que Blackout está atacando novamente. Ele e Jasper conseguiram derrotar Blackout enquanto ele permite que Jasper leve o crédito pela derrota de Blackout quando ele consegue um encontro com o detetive Jones. Depois de ir a um show com Schwoz e Piper, Henry visita Newtown no dia seguinte com Jasper e Schwoz enquanto eles expulsam dois punks que estavam incomodando Missy. Henry a convida para ser sua ajudante, o que ela aceita enquanto eles se dirigem para sua nova sede.
Algum tempo depois, Henry e Missy chegam à cena de um crime, onde encontram o Capitão Man derrotando alguns drones. Ele diz a Henry que precisa de sua ajuda.
Durante os créditos, o Frankini alternativo é visto se apresentando na boate com tema dos anos 80.

## Elenco
- Jace Norman como Henry Hart / Kid Danger
- Sean Ryan Fox como Jasper
- Ella Anderson como Piper Hart
- Michael D. Cohen como Schwoz
- Frankie Grande como Frankini
- Glee Dango como Missy Martin
- Copper Barnes como Capitão Man
- Andre Tricoteux como Coach Cregg
- Eric Mazimpaka como Blackout
- Rachael Drance como Detetive Jones
- Breeze Dango como Gemma Martin.

## Produção
Em maio de 2017, o presidente do grupo Nickelodeon da Viacom anunciou que um filme baseado em Henry Danger estava sendo desenvolvido.. Em janeiro de 2022, foi anunciado que Jace Norman retornaria à Nickelodeon com um grande acordo para produzir e estrelar conteúdo original em todas as plataformas da ViacomCBS. Como parte do acordo, Norman deve reprisar seu papel como Henry Hart (Kid Danger) em um filme de Henry Danger.

### Filmagens
As filmagens começaram em 11 de março de 2024 em Vancouver e Richmond, British Columbia, e terminaram em 18 de abril.

## Lançamento
O filme estreou na Nickelodeon e Paramount+ dos Estados Unidos em 17 de janeiro de 2025.